# Sofía Rigaku
Sofía Rigaku (en griego: Σοφία Ρηγάκου; 11 de noviembre de 2007) es una deportista griega que compite en natación sincronizada. Ganó dos medallas en el Campeonato Europeo de Natación de 2024, oro en equipo libre y plata en equipo técnico.

## Palmarés internacional
| Campeonato Europeo | Campeonato Europeo | Campeonato Europeo | Campeonato Europeo |
| Año                | Lugar              | Medalla            | Prueba             |
| ------------------ | ------------------ | ------------------ | ------------------ |
| 2024               | Belgrado (Serbia)  | Medalla de oro     | Equipo libre       |
| 2024               | Belgrado (Serbia)  | Medalla de plata   | Equipo técnico     |